# サッター・アベニュー駅
サッター・アベニュー駅（Sutter Avenue）はブルックリン区ブラウンズヴィルとイーストニューヨークの境にあたるヴァン・シンダーン・アベニュー - サッター・アベニュー交差点にあるニューヨーク市地下鉄BMTカナーシー線の駅である。終日L系統が停車する。

## 駅構造
| P ホーム階 | 相対式ホーム、右側ドアが開く | 相対式ホーム、右側ドアが開く                                               |
| P ホーム階 | 北行線                       | ← 8番街駅行き（アトランティック・アベニュー駅）                            |
| P ホーム階 | 南行線                       | → カナーシー-ロッカウェイ・パークウェイ駅行き（リヴォニア・アベニュー駅）→ |
| P ホーム階 | 相対式ホーム、右側ドアが開く |                                                                            |
| M          | 改札階                       | 改札口、駅員詰所、メトロカード自動券売機                                   |
| G          | 地上階                       | 出入口                                                                     |

サッター・アベニュー駅は相対式ホーム2面2線の高架駅で、1906年12月28日に開業した。 エントランスは高架下の地上駅舎にあり、ヴァン・シンダーン - サッター・アベニュー交差点の北西角に面している。駅舎には自動改札機とトークン・ブース、各ホーム南端に出る屋根付き階段が設けられている。駅舎は20世紀初頭のブルックリン・ラピッド・トランジット（ブルックリン・マンハッタン・トランジット（BMT）の前身）の建築様式の縮図といえるもので、華やかなりし頃の鉄製金具がホーム南端の下に設けられた趣のある木造の横断通路を飾っている。
サッター・アベニュー駅は2006年に改修され、ホーム北端の一部を除いてホーム全長に渡ってベージュの防風壁と赤い屋根が設けられた。これらは緑に塗られたフレームで支えられている。また、ホーム内側には黄色い点字タイルで警戒帯が設けられた。タカヨ・ノダが制作した The Habitat for the Yellow Bird  と題する花を描いたステンドグラス作品が防風壁の窓に展示されている。

## 駅北側の改修工事
駅の北側でカナーシー線の高架は2つに分かれ、一方はヴァン・シンダーン・アベニュー上、もう一方はS字カーブを経て1ブロック東のスネディカー・アベニュー上に架かっている。このS字カーブは75°ほど曲がっており、ニューヨーク市地下鉄で最もきついものの一つである。これはフルトン・ストリート高架線の高架をアンダーパスしていた頃の名残で、同線はここで東に曲がってシティラインを通り、終点のピトキン・アベニューに向かっていた。2本の高架は、北のアトランティック・アベニュー駅の別々のホームに繋がっていた。
1956年にフルトン・ストリート高架線が廃止された後もカナーシー線は従来の高架を使い続け、フルトン・ストリート高架線の高架は使われないまま残った。2002年から2004年にかけて、スネディカー・アベニュー上の高架は廃止され、カナーシー線の北行線はアトランティック・アベニュー駅の西端の島式ホームを南行線と共用するように経路変更された。2003年から廃止された高架の撤去が始まり、2005年に完了した。現在では、L系統の北行列車は以前より緩やかなカーブで西に曲がるようになり、運行速度も改善されている。